# 鹿児島市立谷山北中学校
鹿児島市立谷山北中学校（かごしましりつ たにやまきたちゅうがっこう 英語: Taniyama-Kita Junior High School）は、鹿児島県鹿児島市山田町にある市立中学校。谷山中学校や東谷山中学校との混同を避けるため、「タニキタ」と略されることもある。

## 概要
1947年に谷山町立第三中学校として開校した。その後1949年には谷山町立谷山北中学校に改める。1967年には谷山市が鹿児島市へ編入合併したため鹿児島市立谷山北中学校となり、現在に至る。

## 沿革
- 1947年5月2日 - 谷山町立第三中学校開校
- 1949年5月18日 - 谷山町立谷山北中学校に改称
- 1958年10月1日 - 谷山市発足により、谷山市立谷山北中学校と改称
- 1967年4月29日 - 谷山市が鹿児島市へ合併し、鹿児島市立谷山北中学校となる

## 学区
- 鹿児島市立中山小学校

## 部活動
- 野球
- サッカー
- バレーボール
- バスケットボール(女)
- バドミントン
- ソフトテニス(女)
- 剣道
- 弓道
- 陸上
- 合唱
- パソコン（同好会）